# Sasagaki Ryosuke
Ryosuke Sasagaki (sinh ngày 13 tháng 1 năm 1985) là một cầu thủ bóng đá người Nhật Bản.

## Sự nghiệp câu lạc bộ
Ryosuke Sasagaki đã từng chơi cho Ehime FC.